# 平常在
平常在（へいじょうざい、？ - 乾隆33年(1778年)9月9日）は、清の乾隆帝の妃嬪。姓や出自は不明。

## 生涯
生年は不詳だが、生まれた日は7月12日とされる。内務府包衣の出身であった可能性がある。
乾隆33年（1768年）5月21日：慶妃陸氏のもとに仕えていた「学規矩女子」（宮廷の礼儀作法を学ぶ女性）のうちの一人が「平常在」に封じられる。
乾隆43年（1778年）9月9日、裕陵妃園寝（乾隆帝の陵墓）に埋葬される。
乾隆43年（1778年）11月28日、平常在の遺品が整理・報告される。

## 伝記資料
- 『清史稿』